# کوچین (صربستان)
کوچین (به صربی: Kučin) یک منطقهٔ مسکونی در صربستان است که در پریژپولجه واقع شده‌است. کوچین ۱۶۹ نفر جمعیت دارد.